# قايدو كاربوني
قايدو كاربوني (بالإيطالية: Guido Carboni)‏ هو لاعب كرة قدم ومدرب كرة قدم إيطالي في مركز الهجوم، ولد في 27 يناير 1963 في أريتسو في إيطاليا. لعب مع نادي إمبولي ونادي بينيفينتو ونادي سيينا.